# Эдвардс, Ли
Ли Уиллард Эдвардс (англ. Lee Willard Edwards; 1 декабря 1932 года, Чикаго, Иллинойс — 12 декабря 2024 года, Арлингтон, Виргиния) — американский историк и писатель, научный сотрудник Heritage Foundation. Исследователь консервативного движения в Соединённых Штатах.

## Биография
Эдвардс родился 1 декабря 1932 года в Саут-Сайде, Чикаго в семье журналиста Chicago Tribune Уилларда Эдвардса. Оба его родителя были антикоммунистами, что, по словам учёного, сформировало его взгляды. Ли получил степень бакалавра английского языка в Дьюкском университете и степень доктора политических наук в Католическом университете Америки. Его научной диссертацией была «Конгресс и истоки холодной войны, 1946—1948». В 1960 году Эдвардс помог основать движение Молодые американцы за свободу, а затем работал редактором его журнала New Guard. В 1963 году он стал директором отдела новостей избирательного комитета Голдуотера. Позже он работал старшим редактором журнала World and I, принадлежащего дочерней компании Церкви объединения Мун Сон Мёна.
Среди публикаций Эдвардса — биографии Рональда Рейгана, Уильяма Ф. Бакли, Эдвина Миза и Барри Голдуотера, а также исторические труды «Консервативная революция: Движение, изменившее Америку» (англ. The Conservative Revolution: The Movement That Remade America) и «Сила идей» (англ. The Power of Ideas). В 1993 году Эдвардс стал соучредителем Мемориального фонда жертв коммунизма вместе с основателем и председателем Heritage Foundation Эдвином Фелнером и был назначен его почётным председателем. В 2008 году учёный стал одним из тех, кто подписал Пражскую декларацию о европейском сознании и коммунизме.
Эдвардс был основателем и директором Института политической журналистики Джорджтаунского университета и научным сотрудником Гарвардского института политики. Кроме того, он был президентом Филадельфийского общества и работал сотрудником по связям со СМИ в Гуверовском институте. Ли занимался исследованиями консервативной мысли в Центре американских исследований имени Б. Кеннета Саймона при Heritage Foundation, а к 2011 году работал адъюнкт-профессором политики в Католическом университете Америки и Институте мировой политики.
Учёный скончался 12 декабря 2024 года у себя дома в округе Арлингтон, штат Виргиния в возрасте 92 лет.

## Награды
- Орден Креста земли Марии 4 класса (6 февраля 2008 года, Эстония)[21]
- Крест Признания 3 класса (11 мая 2023 года, Латвия)[22]